# Ichthydium plicatum
Ichthydium plicatum is een buikharige uit de familie Chaetonotidae. Het dier komt uit het geslacht Ichthydium. Ichthydium plicatum werd in 1995 voor het eerst wetenschappelijk beschreven door Balsamo & Fregni. 